# UCI America Tour 2016
De UCI America Tour 2016 was de elfde editie van de UCI America Tour, een van de vijf continentale circuits op de UCI-wielerkalender van dit jaar. In tegenstelling tot voorgaande jaren worden ook de punten behaald door renners van World Tour-ploegen meegeteld. De Belg Greg Van Avermaet, winnaar van olympisch goud in Rio de Janeiro, won het eindklassement.

## Uitslagen belangrijkste wedstrijden
Zijn opgenomen in deze lijst: wedstrijden van de categorieën 2.HC, 2.1, 2.2, 1.HC, 1.1 en 1.2.
| 1  | Orluis Aular      |
| 2  | José Mendoza      |
| 3  | Jonathan Salinas  |
| 4  | Eugenio Bani      |
| 5  | Yosvangs Rojas    |
| 6  | Marco Zamparella  |
| 7  | José Mendoza      |
| 8  | Marco Zamparella  |
| 9  | José García       |
| 10 | Jackson Rodríguez |

| 1 | Etixx-Quick Step   |
| 2 | Fernando Gaviria   |
| 3 | Peter Koning       |
| 4 | Eduardo Sepulveda  |
| 5 | Germán Tivani      |
| 6 | Miguel Ángel López |
| 7 | Jakub Mareczko     |

| 1 | Peter Sagan                        |
| 2 | Benjamin King                      |
| 3 | Julian Alaphilippe                 |
| 4 | Peter Sagan                        |
| 5 | Toms Skujiņš                       |
| 6 | Rohan Dennis (individuele tijdrit) |
| 7 | Alexander Kristoff                 |
| 8 | Mark Cavendish                     |

## Eindklassementen
| Rang | Renner             | Punten |
| ---- | ------------------ | ------ |
| 1    | Greg Van Avermaet  | 615    |
| 2    | Julian Alaphilippe | 570    |
| 3    | Jakob Fuglsang     | 475    |
| 4    | Rafał Majka        | 435    |
| 5    | Fabian Cancellara  | 360    |
| 6    | Lachlan Morton     | 326    |
| 7    | Rohan Dennis       | 295    |
| 8    | Robin Carpenter    | 277    |
| 9    | Joaquim Rodríguez  | 275    |
| 10   | Chris Froome       | 270    |

| Rang | Ploegen                                    | Punten |
| ---- | ------------------------------------------ | ------ |
| 1    | Holowesko/Citadel p/b Hincapie Sportswear  | 738    |
| 2    | Silber Pro Cycling                         | 645    |
| 3    | Axeon Hagens Berman                        | 612    |
| 4    | Jelly Belly p/b Maxxis                     | 581    |
| 5    | Rally Cycling                              | 541    |
| 6    | Funvic Soul Cycles-Carrefour               | 377    |
| 7    | Team Jamis                                 | 374    |
| 8    | UnitedHealthcare Professional Cycling Team | 330    |
| 9    | Movistar Team                              | 306    |
| 10   | Strongman Campagnolo Wilier                | 273    |

| Rang | Land             | Punten |
| ---- | ---------------- | ------ |
| 1    | Colombia         | 2753,5 |
| 2    | Verenigde Staten | 2008,5 |
| 3    | Canada           | 1241   |
| 4    | Argentinië       | 862,75 |
| 5    | Venezuela        | 721    |
| 6    | Chili            | 497,33 |
| 7    | Mexico           | 463    |
| 8    | Costa Rica       | 434    |
| 9    | Brazilië         | 423,66 |
| 10   | Ecuador          | 375,75 |

 Ronde van San Luis ·
 Ronde van Mexico ·
 Ronde van Californië ·
 Winston Salem Cycling Classic ·
 Philadelphia International Cycling Classic ·
 Ronde van Utah ·
 Ronde van Colorado ·
 Ronde van Alberta
2005 · 
2006 · 
2007 · 
2008 · 
2009 · 
2010 · 
2011 · 
2012 · 
2013 ·
2014 ·
2015 ·
2016 ·
2017 · 
2018 ·
2019 ·
2020 ·
2021 ·
2022 ·
2023 ·
2024 ·
2025
Belangrijkste wedstrijden

Ronde van San Luis · Ronde van Californië · Ronde van Utah · USA Pro Challenge · Ronde van Alberta